# Einarr Helgason

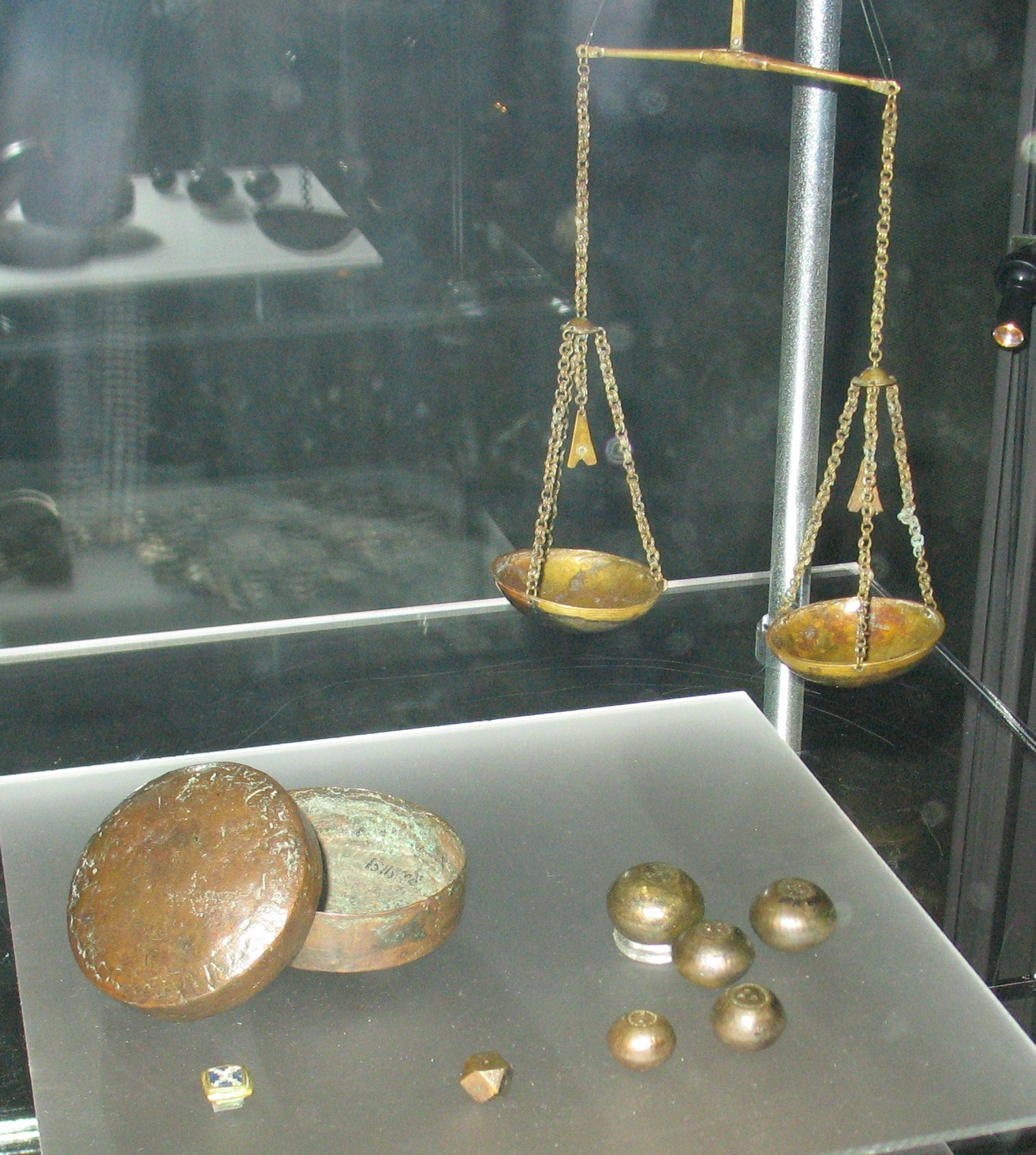
Våg och vikter från vikingatiden.

Einarr Helgason Skálaglamm var en isländsk skald som levde på 900-talet. Som Hákon jarls hirdman deltog han i striden mot Jomsvikingarna vid Hjörungavåg (986). I övrigt vet man inte mycket om hans liv. Under en resa från Norge till Island drunknade han i Breiðafjörður. Namnet Skálaglamm (det vill säga "skålklang") fick Einarr med anledning av ett par spådomsviktskålar med klingande vikter, som han fått från Hakon jarl. Han diktade två drapor om Hakon, varav Vellekla ("guldbrist") delvis finns i behåll. 
Jämför Heimskringla, Jómsvíkinga saga och Egils saga.